# 黃斑弄蝶
黃斑弄蝶（Potanthus confucius），又名黃弄蝶、台灣黃室弄蝶、小黃斑弄蝶、孔子黃斑挵蝶，为弄蝶科黃斑弄蝶屬下的一个种。

## 描述
雌雄外型略有差異。雄蝶體色以橙黃混褐為主，頭部有毛，觸角腹面具橙黃環，末端鉤狀。下唇鬚前伸，前兩節形成黃色毛叢，末節小且呈褐色。胸部與足為橙黃混褐色，腹部背面褐色、側面橙黃，腹面黃白。
前翅長10-13 mm，呈三角形，翅頂尖銳，邊緣略突出；後翅呈扇形。翅背面褐色為底，分布橙黃色斑，翅基有橙黃毛。前翅中室橙黃紋明顯，延伸至前緣，與中央斑帶連成一體。後翅亦具橙黃斑帶及中室斑點，斑帶處翅脈無黑鱗。翅腹面斑紋類似，但覆滿橙黃鱗，斑點邊緣鑲黑。前翅緣毛前端褐色，其餘黃色；1A+2A脈上有黑色線狀性標。
雌蝶與雄蝶相似，翅幅較寬，前翅中室黃色斑較小，斑帶翅脈覆黑鱗，無性標。

## 分佈
分布於印度、斯里蘭卡、安達曼-尼科巴群島、喜馬拉雅地區、中南半島、馬來半島、蘇門答臘、爪哇、小巽他群島、巴拉望、華南及臺灣等地。
臺灣主要分布於本島低至中海拔地區，以及龜山島、綠島、蘭嶼等離島；金門與馬祖族群屬不同亞種。

## 棲地
棲息於陽光充足的草地、林緣或路旁，一年可發生多代，成蟲喜好訪花，雄蝶具領域行為。幼蟲以多種禾本科植物為食，常見寄主包括毛馬唐、白茅、印度鴨嘴草、五節芒、芒、兩耳草、棕葉狗尾草、象草、開卡蘆等。

## 外部連結
1. 1 2 3  徐堉峰、千葉秀幸、築山洋、梁家源、黃智偉. . 行政院農業委員會林務局. 2019-01. ISBN 9789860586657.

- 维基共享资源上的相關多媒體資源：黃斑弄蝶